# Žeberská lípa
Žeberská lípa je ojedinělou ukázkou pokročilého stádia životního cyklu stromů. Vzhledem k vysokému věku je považovaná za nejstarší strom v okrese Chomutov. Jméno získala podle nedaleké zříceniny hradu Starý Žeberk. Roste na úpatí Krušných hor na jižní hranici Národní přírodní rezervace Jezerka na levém břehu Vesnického potoka, zhruba 2,2 km jihozápadně od zámku Jezeří v katastrálním území Kundratice u Chomutova. Kolem stromu vede žlutě značená turistická stezka od zámku do Vysoké Pece.

## Základní údaje
- název: Žeberská lípa
- výška: 7 m[4], 6 m (2010)[2]
- výška koruny: 5 m (2010)[2]
- šířka koruny: 10 m (2010)[2][1]
- obvod: 770 cm[6], 600 cm[4], 740 cm (2010)[2][1]
- věk: 700 let[2][4], 700 let (2010)[1], 700–900 let[6]
- finalista soutěže Strom roku 2009 (10. místo)
- sanace: ano
- souřadnice: 50°32'26.55"N, 13°28'49.75"E

Lípa je chráněna jako památný strom České republiky teprve od roku 2010.

## Stav stromu a údržba
Ještě v polovině 20. století stál kmen lípy vzpřímeně a bylo patrné rozdělení na dvě kosterní větve. V současnosti zbyla již jen jedna, která je ohnutá k zemi. Kmen lípy má dutinu, která je ošetřená asfaltem, aby do ní nezatékalo. Strom už musí být na několika místech podepřen. Dříve v dutině kmene hnízdily sovy. V roce 2020 lípa uschla.

## Historie a pověsti
Pokud vynecháme novodobou historii související s těžbou hnědého uhlí, která se zastavila sotva 300 metrů od lípy (ta je zároveň živoucím symbolem protestů proti těžbě), bývá příběh stromu spojován s nedalekým zaniklým hradem Starý Žeberk, který vystavěli ve 13. století a zanikl už koncem století čtrnáctého, ale i za tak krátkou dobu se tu podle pověsti stihl odehrát zajímavý příběh:
Hradní pán, jehož úkolem bylo střežit vstup do českých zemí, si při jedné z cest vyhlédl děvče, ve kterém našel zalíbení. Odvlekl dívku proti její vůli na hrad. Nikdy se se svým odchodem z domova nesmířila a ve svém partnerovi viděla jen krutého pána. Když viděl, že si lásku nevynutí, svrhl svou partnerku z hradeb. Dívka naštěstí spadla do keřů, ale i tak se ošklivě zranila. Pochroumanou ji našel mladý sedlák z nedaleké samoty, odnesl domů, ošetřil, a protože mu bylo jasné, že by ji u něj mohli hledat, skryl ji v dutině staré lípy. Skutečně se tak stalo. Hradnímu pánovi se jeho čin nakonec rozležel a zaúkoloval zbrojnoše. Ti ji však hledali marně. Když se mladá paní zcela zotavila, rozhodla se se svým zachráncem opustit kraj, aby se dostali z moci krutého pána a mohli vést šťastný a spokojený život.

## Další zajímavosti
Na jaře 2009 se lípa probojovala do finále soutěže Strom roku (navrhli Rostislav Vošický a Vlaďka Kulhavá). Měla se objevit i v televizním pořadu Paměť stromů, ale z důvodu omezené stopáže musela být vynechána a objevila se tak jen v závěrečném bonusovém dílu o natáčení a v knize o pořadu.

## Památné a významné stromy vokolí
- Albrechtický dub – zaniklý chráněný dub u bývalé obce Albrechtice
- Borovice Schwerinova v Mostě – chráněný strom
- Dub pod Resslem – chráněný strom
- Jírovec v Šumné u Litvínova – chráněný strom
- Lipová alej v Mostě – chráněná alej u Oblastního muzea v Mostě
- Lípa v Lužici (okres Most) – chráněný strom
- Lípy v Horní Vsi u Litvínova – chráněné stromy
- Lípy v Janově u Litvínova – chráněné stromy
- Lípa v Šumné u Litvínova – chráněný strom
- Lípa v Meziboří (Potoční ulice) – chráněný strom
- Lípa v Meziboří (Okružní ulice) – chráněný strom